# 克劳德·威廉·金达

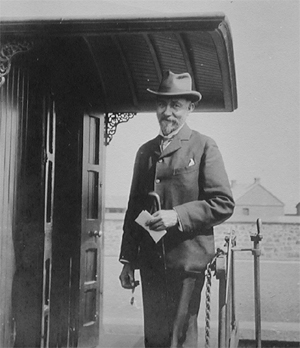
金达（1909年）

克劳德·威廉·金达 （英語：Claude William Kinder C.M.G.，1852年—1936年8月9日），英國鐵路工程師，中國首條營運鐵路唐胥鐵路總工程師。唐胥鐵路後發展為開平鐵路、關內外鐵路、中國鐵路總公司；金達任總工程師長達三十年，至1909年退休為止。
他的父親托马斯·威廉·金达（Thomas William Kinder）於1863-1868年為香港造幣廠總領。1870-1873年於日本大阪任造幣寮總監。金達於日本出生。年幼時由父親教授，後於俄國聖彼德堡修讀鐵路工程。1873年於日本任助理工程師。1877年，由于日本爆发了因明治维新而引起的西南战争，金达被日本铁路部门解雇。 
1877年11月，金达离开日本前往上海。在上海，他通过两位准备到唐山开发新矿业项目的英國工程师认识了唐廷枢。1878年7月，金达来到唐山，在唐廷枢主管的开平矿务局担任工程师。1883年，唐廷枢任命金达为开平矿务局总工程师。
1893年和1895年，金达两次上述提议兴办铁路学堂，最终促成津榆铁路学堂创办。
清廷授與金達二品官衔，並於1900年御賜雙龍寶星。
1900年，英國政府授與金達三等勳爵士，表彰他對中國鐵路發展（和英國金融利益）的服務。 他於1936年8月9日（他的84歲生日前一天）在英格蘭丘爾特去世。

## 荣誉

### 英国勋章奖章
- 圣米迦勒及圣乔治同袍勋章（1900年5月23日批准）：表彰其在华北修建铁路方面做出的贡献[5]。